# Graceville (Minnesota)
Graceville és una població dels Estats Units a l'estat de Minnesota. Segons el cens del 2000 tenia 605 habitants.

## Demografia
Segons el cens del 2000, Graceville tenia 605 habitants, 257 habitatges, i 149 famílies. La densitat de població era de 389,3 habitants per km².
Dels 257 habitatges en un 26,8% hi vivien nens de menys de 18 anys, en un 51,4% hi vivien parelles casades, en un 5,1% dones solteres, i en un 42% no eren unitats familiars. En el 39,7% dels habitatges hi vivien persones soles el 22,2% de les quals corresponia a persones de 65 anys o més que vivien soles. El nombre mitjà de persones vivint en cada habitatge era de 2,15 i el nombre mitjà de persones que vivien en cada família era de 2,92.
Per edats la població es repartia de la següent manera: un 22,3% tenia menys de 18 anys, un 5,1% entre 18 i 24, un 21,8% entre 25 i 44, un 18,2% de 45 a 60 i un 32,6% 65 anys o més.
L'edat mediana era de 46 anys. Per cada 100 dones de 18 o més anys hi havia 74,7 homes.
La renda mediana per habitatge era de 27.143 $ i la renda mediana per família de 35.385 $. Els homes tenien una renda mediana de 27.031 $ mentre que les dones 21.250 $. La renda per capita de la població era de 15.451 $. Entorn del 3,9% de les famílies i el 8,6% de la població estaven per davall del llindar de pobresa.

## Poblacions més properes
El següent diagrama mostra les poblacions més properes.